# جورج هينيسي
جورج هينيسي (بالإنجليزية: George Hennessey)‏ هو لاعب كرة قاعدة أمريكي، ولد في 28 أكتوبر 1907 في سلاتينغتون في الولايات المتحدة، وتوفي في 15 يناير 1988 في برينستون في الولايات المتحدة.

## وصلات خارجية
- جورج هينيسي على موقع دوري كرة القاعدة الرئيسي (الإنجليزية)
- جورج هينيسي على موقعبيزبول رفرنس.كوم (الدوري الرئيسي) (الإنجليزية)
- جورج هينيسي على موقعبيزبول رفرنس.كوم (الدوري الثانوي) (الإنجليزية)